# Tomohiro Fukaya
Tomohiro Fukaya (* 1. März 1990 in Anjō) ist ein ehemaliger japanischer Bahnradsportler, der auf die Kurzzeitdisziplinen spezialisiert war.

## Sportliche Laufbahn
2017 wurde Tomohiro Fukaya japanischer Meister im Keirin. Im Jahr darauf wurde er Asienmeister im 1000-Meter-Zeitfahren; bei den Asienspiele errang er Silber im Sprint und mit Kazuki Amagai und Yudai Nitta im Teamsprint. Im Sprint errang er einen weiteren nationalen Titel.
2019 wurde Fukaya mit Nitta und Amagai Asienmeister im Teamsprint. Beim zweiten Lauf des Bahnrad-Weltcups 2018/19 in Hongkong belegten die drei Fahrer Rang zwei. Bei zwei Läufen des Bahnrad-Weltcups 2019/20 belegte er im Teamsprint Rang eins. 2020 wurde er mit Nittag und Amagai erneut Asienmeister im Teamsprint. Im Sprint belegte er Rang drei. 2021 gewann er mit Yuta Obara und Shinji Nakano den Teamsprint beim Lauf des Nations’ Cup in Hongkong.

## Erfolge
2017
- Japanischer Meister – Keirin

2018
- Asienmeister – 1000-Meter-Zeitfahren
- Asienspiele – Sprint
- Asienspiele – Teamsprint (mit Kazuki Amagai und Yudai Nitta)
- Japanischer Meister – Sprint

2019
- Asienmeister – Teamsprint (mit Kazuki Amagai und Yudai Nitta)
- Weltcup in Cambridge – Teamsprint (mit Kazuki Amagai und Yudai Nitta)
- Weltcup in Brisbane – Teamsprint (mit Yoshitaku Nagasako und Yudai Nitta)

2019/20
- Asienmeister – Teamsprint (mit Kazuki Amagai und Yudai Nitta)
- Asienmeisterschaft – Sprint

2020
- Japanischer Meister – Sprint, Keirin

2021
- Nations’ Cup in Hongkong – Teamsprint (mit Yuta Obara und Shinji Nakano)
- Japanischer Meister – Teamsprint (mit Yoshitaku Nagasako, Yudai Nitta und Yuta Obara)